# Mont Freidour
Le mont Freidour est une montagne des Alpes cottiennes qui s'élève à 1 445 m, dans le Piémont, au-dessus du village de Cumiana. Il est surtout connu pour la présence d'imposants murs de gneiss (le plus célèbre est la Rocca Sbarua (it)), qui pendant des décennies ont servi comme lieu d'entraînement fréquenté par les grimpeurs de Turin et au-delà.

## Géographie
La montagne, dont le sommet appartient au territoire de la commune de Cantalupa, est située sur la ligne de partage des eaux entre la val Sangone, la vallée de la rivière Lemina (it) et le val Noce (it), qui débouchent sur la plaine de Pinerolo.
Le Freidour est composé de trois cimes distinctes : en plus du Freidour proprement dit (dont le sommet est en réalité un pré panoramique), il se trouve, vers l'est le monte Sperino (1 451 m) et la Rocca Bianca (1 365 m). Le col Aragno sépare le Freidour du Monte Tre Denti (it).
Les parois rocheuses de Freidour sont entourées par une forêt mixte (appelée « bois de l'Empire ») où la végétation est très dense et diversifiée, elle se compose principalement de hêtre et le bouleau. Au pied de la montagne, se trouve l'ancien refuge Melano (it), maintenant connu comme la Casa Canada (1 061 m).
Au sommet de la montagne est placé le point géodésique, code IGM 067041.

## Histoire

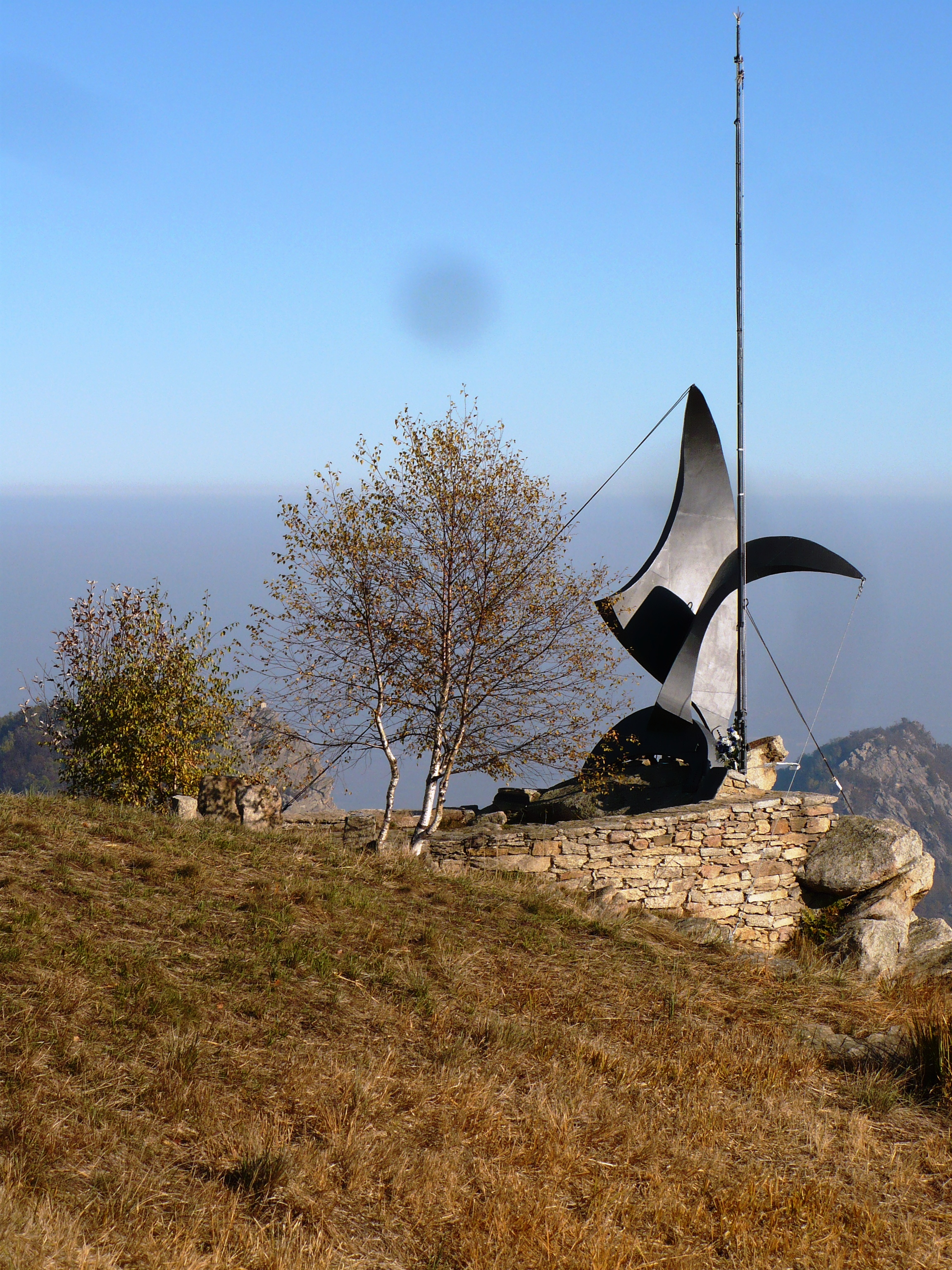
Le monument aux aviateurs anglais

En 1994, un monument réalisé en acier par le sculpteur Michele Privileggi, appelé Ali come vele (littéralement « des ailes comme des voiles ») a été placé sur le sommet de la montagne par la municipalité de Cantalupa. Ce monument est dédié à la mémoire de l'accident d'avion qui a eu lieu le soir du 14 octobre 1944, quand un avion Liberator HK 239 de la Royal Air Force, de retour d'une opération pour fournir une aide aux partisans, a percuté la paroi de la montagne provoquant la mort de huit aviateurs britanniques.
Dans la partie inférieure du versant sud du mont Freidour, au milieu de la forêt, la communauté de montagne locale a mis en place l'écomusée provincial des Carbonaies, qui reconstitue les différentes étapes de la mise en œuvre de la fabrication du charbon de bois. Cette activité historique du val Lemina fait partie de la tradition de la région mais s'est perdue en grande partie lors de ces dernières années.

## Ascension
On accède généralement au sommet à partir de Talucco (776 m), une frazione de Pinerolo. En ignorant la jonction menant au col du Cro, on peut joindre Freidogna et, de là, marcher jusqu'au col Ciardonet (1 070 m), qui relie la vallée du Noce au val Lemina.
Il existe une alternative à partir de Cantalupa (avant d'atteindre le Monte Tre Denti) ou depuis Giaveno en escaladant le versant nord.